# L'Ivrogne
Pour les articles homonymes, voir Ivrogne.
Pour plus de détails, voir Fiche technique et Distribution.
L'Ivrogne (Ο μεθύστακας (O Methystakas)) est un film grec réalisé par Yórgos Tzavéllas et sorti en 1950.
Le film fut le plus grand succès commercial des années 1950 : il resta 27 semaines à l'affiche en première exclusivité à Athènes et fit à cette occasion 305 000 entrées la première semaine.
Charalambos est considéré comme le plus grand rôle d'Oréstis Makrís.
L'image de Joseph Hepp, en s'attachant aux visages des personnages et à leurs expressions les individualisa, quittant la tradition jusque-là du cinéma grec de réduire les personnages à leur stéréotype générique.

## Synopsis
Charalambos, un vieux cordonnier de Pláka, inconsolable depuis les morts de son fils pendant la Seconde Guerre mondiale puis de sa femme, a sombré dans l'alcoolisme. Il est devenu la risée du quartier qui l'a surnommé le « chimiste » en raison de sa qualité à goûter les vins. Sa fille Anna est tombée amoureuse du fils de son patron. Les jeunes gens tentent de convaincre le père d'arrêter de boire pour que tout se passe bien lors des fiançailles. Charalambos en est incapable et brise les rêves de mariage du couple. Il décide alors de mettre fin à ses jours.

## Fiche technique
- Titre original : Ο μεθύστακας (O Methystakas)
- Titre français : L'Ivrogne
- Réalisation : Yórgos Tzavéllas
- Scénario : Yórgos Tzavéllas
- Direction artistique : Phaidon Molfessis
- Directeur de la photographie : Joseph Hepp
- Montage : Filopímin Fínos
- Musique : Kostas Yannidis
- Société de production : Finos Film
- Pays d'origine :  Grèce
- Format  : noir et blanc
- Genre : mélodrame
- Durée : 105 minutes
- Date de sortie : Janvier 1950

## Distribution
- Oréstis Makrís : Haralabos Lardis
- Dimítris Horn : Alec Bakas
- Billy Konstadopoulou : Anna Lardi
- Athanasia Moustaka :
- Nikos Vlachopoulos : Dimitris Bakas
- Maria Giannakopoulou :
- Vasilis Afentakis :
- Alekos Anastasiadis :
- Rallis Angelidis :
- Zafeirini Giuzepe :
- Aristeidis Karydis-Fuchs : (au générique en tant qu'Aristeidis Karydis)
- K. Kaskaris :
- Ánna Kyriakoú : Betty
- Katia Linta :
- Nikos Papadakis : chanteur
- Fotis Polymeris : chanteur
- Pavlos Rafeletos :
- Anna Raftopoulou :
- Kostas Rizos :
- Níkos Rízos : Mitsos
- Rena Stratigou :
- Panagis Svoronos :
- Thanasis Tzeneralis : médecin (au générique en tant qu'Athanasios Tzeneralis)
- Giorgos Vlahopoulos :